# Vasile Chivulescu
Vasile Chivulescu (* 20. Februar 1929 in Brănești, Kreis Dâmbovița; † 1998 in Bukarest) war ein rumänischer Politiker der Rumänischen Kommunistischen Partei PCR (Partidul Comunist Român) und Diplomat, der unter anderem zwischen 1979 und 1981 Vize-Minister für Forstwirtschaft und Baumaterial war. Des Weiteren fungierte er von 1982 bis 1984 als Botschafter in Nigeria, zwischen 1982 und 1987 als Botschafter in Togo und Benin sowie von 1987 und 1989 Botschafter in Ghana war.

## Leben

### Studium, Forstingenieur und Parteifunktionär
Vasile Chivulescu besuchte nach der Grundschule von 1941 bis 1949 das „Ienăchiță Văcărescu“-Gymnasium in Târgoviște und begann danach 1949 ein Studium an der Fakultät für Forstwirtschaft am Polytechnischen Institut Brașov, das er 1954 als Forstingenieur abschloss. Er wurde Mitglied der Uniunea Tineretului Muncitor (UTM), der Jugendorganisation der Arbeiterpartei, und engagierte sich als Mitglied der Basisorganisation und des Komitees der UTM an der Fakultät. Zugleich war er als Instrukteur im Komitee der UTM in Brașov. Nach Abschluss des Studiums war er zwischen 1954 und Oktober 1956 Betriebsingenieur des Forstamtes von Câmpina sowie zugleich von 1955 bis Oktober 1956 Organisationssekretär der UTM des Forstamtes. Daneben war er zwischen 1955 und Oktober 1956 Mitglied des UTM-Komitees von Câmpina. Im Anschluss war er von Oktober 1956 bis 1958 Leitender Ingenieur des Dienstes für den Schutz und die Sicherheit des Forstamtes von Ploiești und wurde in dieser Zeit im November 1957 Mitglied der Rumänischen Arbeiterpartei PMR (Partidul Muncitoresc Roman). Daraufhin war er zwischen 1958 und Januar 1960 Instrukteur in der Landwirtschaftsabteilung des Parteikomitees von Ploiești.
Chivulescu fand zwischen Januar 1960 und September 1965 Verwendung als Instrukteur der Wirtschaftsabteilung des Parteikomitees von Ploiești und absolvierte zudem zwischen 1960 und 1963 ein Fernstudium an der Parteihochschule „Ștefan Gheorghiu“. Er war von September 1965 bis 1966 erst stellvertretender Leiter sowie daraufhin zwischen 1966 und September 1968 Leiter der Wirtschaftsabteilung des Parteikomitees von Ploiești. Daneben war er zwischen 1964 und Februar 1968 Mitglied des Parteikomitees von Ploiești. Er absolvierte ein Studium an der Politikwissenschaftlichen Fakultät der Akademie für Sozial- und Politikwissenschaften (Academiei de Științe Politice și Sociale) „Ștefan Gheorghiu“ und erwarb dort einen Doktortitel. In der Zeit von Februar 1968 bis Juli 1969 war er Leiter der Abteilung Koordinierung und Kooperation der Wirtschaftskommission des Parteikomitees im Kreis Prahova. Er wurde 1969 auch Deputierter des Volksrates sowie Präsident des Ausschusses für lokale Wirtschaft und Handwerkskooperativen des Volksrates dieses Kreises. Anschließend fungierte er zwischen Juli 1969 und dem 15. Oktober 1979 als Erster Vizepräsident des Exekutivkomitees des Volksrates des Kreises Prahova. Im Juli 1969 wurde er ferner Mitglied des Büros des Parteikomitees dieses Kreises.

### ZK-Kandidat, Vize-Minister und Botschafter
Auf dem Elften Parteitag der PCR (24. bis 27. November 1974) wurde Vasile Chivulescu Kandidat des ZK und gehörte diesem Gremium bis zum Dreizehnten Parteitag der PCR (19. bis 22. November 1984) an. Des Weiteren wurde er am 3. März 1978 Mitglied der Zentralen Partei- und Staatskommission für die Zusammenlegung der städtischen und ländlichen Gebiete und der Ortschaften. Am 15. Oktober 1979 übernahm er den Posten als Vize-Minister für Forstwirtschaft und Baumaterial (Adjunct al Ministrului economiei forestiere și materialelor de construcții) und verblieb in diesem Amt bis zum 1. September 1981.
Am 16. März 1982 wurde Chivulescu Botschafter in Nigeria und verblieb dort bis 1984. Zugleich war er zwischen dem 17. Juni 1982 und 1987 als Botschafter in Togo und vom 17. Juni 1982 bis 1987 Benin akkreditiert. Am 29. Juli 1987 wurde er Botschafter in Ghana und verblieb auf diesem Posten bis 1989. Für seine Verdienste wurde er unter anderem mit dem Orden der Arbeit Dritter Klasse (Ordinul Muncii) ausgezeichnet.